# ویستلا (تگزاس)
ویستلا (به انگلیسی: Wastella) یک منطقهٔ مسکونی در ایالات متحده آمریکا است که در شهرستان نولان، تگزاس واقع شده‌است. ویستلا ۷۲۹٫۰۹ متر بالاتر از سطح دریا واقع شده‌است.